# حيدر الرشيد
حيدر الرشيد (16 ديسمبر 1992 - )، هو لاعب جوجيتسو أردني، ويمثل حالياً المنتخب الأردني للجوجيتسو، حاصل على العديد من الإنجازات القارية والعالمية.

## إنجازاته
حقق حيدر الرشيد الميدالية الفضية في بطولة العالم للجوجيتسو في كولومبيا عام 2017 وكان قد حقق ميدالية برونزية في ذات البطولة خلال نسخة عام 2016 في بولندا كما توج أيضاً بذهبية دورة الألعاب الآسيوية والتي جرت في إندونيسيا عام 2018 كما أنه حقق الميدالية البرونزية في دورة الألعاب الآسيوية داخل الصالات المغلقة في تركمانستان عام 2017 وتوج أيضاً بميداليتين ذهبية واخرى برونزية في دورة الألعاب الآسيوية الشاطئية في فيتنام عام 2016.